# Аспах (Бакнанг)
Ашпах (њем. Aspach) град је у њемачкој савезној држави Баден-Виртемберг. Једно је од 31 општинског средишта округа Ремс-Мур. Према процјени из 2010. у граду је живјело 8.290 становника. Посједује регионалну шифру (AGS) 8119087.

## Географски и демографски подаци
Ашпах се налази у савезној држави Баден-Виртемберг у округу Ремс-Мур. Град се налази на надморској висини од 295 метара. Површина општине износи 35,5 km². У самом граду је, према процјени из 2010. године, живјело 8.290 становника. Просјечна густина становништва износи 234 становника/km².

## Међународна сарадња
| Мјесто | Држава    | Врста сарадње | Од    |
| ------ | --------- | ------------- | ----- |
| Шемије | Француска | контакт       | 2000. |
| Извор  |           |               |       |